# پروکسیما قنطورس دی
پروکسیما قنطورس دی (انگلیسی: Proxima Centauri d) (که پروکسیما d نیز نامیده می‌شود) یک سیاره فراخورشیدی است که به دور ستارهٔ کوتوله سرخ پروکسیما قنطورس، نزدیکترین ستاره به خورشید و بخشی از سامانه سیاره‌ای سه‌گانه آلفا قنطورس می‌گردد. این سیاره به همراه دو سیارهٔ دیگر در منظومه پروکسیما قنطورس، نزدیکترین سیاره فراخورشیدی شناخته‌شده به منظومه شمسی است که در فاصلهٔ تقریبی ۴٫۲ سال نوری (۱٫۳ پارسک؛ ۴۰ تریلیون کیلومتر؛ ۲۵ تریلیون مایل) در صورت فلکی قنطورس قرار دارد. اولین نشانه‌های این سیارهٔ فراخورشیدی به‌عنوان یک سیگنال ضعیف روزانه ۵٫۱۵ در داده‌های سرعت شعاعی که از تلسکوپ بسیار بزرگ در مطالعه‌ای در سال ۲۰۲۰ روی جرم پروکسیما قنطورس بی گرفته شده بود، ظاهر شد.
این سیگنال به‌طور رسمی توسط فاریا و همکاران به عنوان یک سیارهٔ فراخورشیدی نامزد پیشنهاد شد و در یک مقاله بعدی که در فوریه ۲۰۲۲ منتشر شد.
پروکسیما قنطورس دی زمینی کوچک است که دست کم جرمی برابر یک چهارم جرم زمین (یا دو برابر جرم مریخ) دارد، که هر ۵٫۱ روز (زمینی) در حدود ۰٫۰۲۹ یکای نجومی (۴٫۳ میلیون کیلومتر؛ ۲٫۷ میلیون مایل) به دور ستارهٔ خود می‌چرخد. این سیاره کم جرم‌ترین و درونی‌ترین سیارهٔ شناخته شده در منظومهٔ پروکسیما قنطورس است. این سیاره فراخورشیدی کم جرم‌ترین سیارهٔ فراخورشیدی است که تا سال ۲۰۲۲ با روش سرعت شعاعی کشف شده‌است. هرچند پروکسیما قنطورس دی آنقدر نزدیک به ستارهٔ خود می‌چرخد که دمای تعادلی قابل سکونت ندارد (که احتمالاً به ۳۶۰ کلوین (۸۷ درجه سانتی گراد؛ ۱۸۸ درجه فارنهایت) می‌رسد. با فرض داشتن بازتابی مشابه زمین، حدود ۱۹۰ درصد - از نظر تئوری ممکن است که پروکسیما قنطورس دی دارای مناطق قطبی با دمای قابل سکونت باشد.